# Grand Theft Auto: The Ballad of Gay Tony
Grand Theft Auto: The Ballad of Gay Tony је друга епизодна експанзија за Grand Theft Auto IV. За конзолу Xbox 360 је изашла 13. априла, а за PlayStation 3 и Windows, 16. априла 2010. године. То је четврто проширење у Grand Theft Auto серијалу и четранесто издање серијала, као и трећа ескпанзија игре Grand Theft Auto IV.

## Радња игре
Радња игре се догађа паралелно са радњом Grand Theft Auto IV, а главни лик је Луис Фернандо Лопез, члан банде дилера дроге и телохранитељ Антонија Геј Тонија, власника две најлопуларније дискотеке у Либерти Ситију. Тони је депресиван и психички оптерећен проблемима са мафијом и другим људима који прете његовом послу, а Луис Лопез обавља све послове да би спасио свог шефа, упетљавши се у најгоре подземне послове у граду, повезане са Рејом Булгарином, шефом руске мафије и власником злогласних дијаманата из Grand Theft Auto IV. Радња се преплиће са радњом игрице Grand Theft Auto IV и игром Grand Theft Auto: The Lost and Damned, па се у игри приказују многе мисије у којима су приказани догађаји из тих игара.